# Marcel Pierre Vialet
Pour les articles homonymes, voir Vialet.
Marcel Pierre Vialet, né le 21 août 1887 à Lyon, est un as de l'aviation de la Première Guerre mondiale, avec 9 victoires en combat aérien.

## Biographie
Marcel Pierre Vialet est incorporé en 1908 en tant qu'appelé au 7e régiment de cuirassiers. Industriel en Russie, il effectue de nombreux voyages dans sa jeunesse avant de rentrer en France au déclenchement de la Première Guerre mondiale. Blessé en 1914, il fait une demande pour être versé dans l'aviation où il devient pilote en 1915 (brevet 2533). Pilote d'essai sur modèle Caudron, il rejoint l'escadrille 53 avec déjà 376 heures de vol. Le 28 avril 1916, il remporte sa première victoire à bord d'un Caudron G4 bimoteur sur un Fokker Eindecker. Deux jours plus tard, il effectue avec succès une mission d'escorte malgré une panne d'instruments. La médaille militaire lui est décernée le 22 mai 1916.
En juin 1916, il est réaffecté à l'Escadrille 67, constituée d'appareils Nieuport. Il y remporte 8 victoires en combat aérien, dont l'une en compagnie du sous-lieutenant Georges Flachaire.
Après la guerre, il reste dans l'armée. Il meurt en 1925 des suites d'une maladie contractée lors de la Guerre du Rif.

## Distinctions
- Médaille militaire (22 mai 1916)[6]
- Croix de Guerre
- Légion d'honneur (29 août 1916)[6]